# قلعه خرابه و رباط چاهک
قلعه خرابه و رباط چاهک مربوط به سدهٔ ۴ تا ۶ ق است و در شهرستان مشهد، بخش رضویه، روستای چاهک واقع شده و این اثر در تاریخ ۲۳ فروردین ۱۳۴۶ با شمارهٔ ثبت ۶۵۱ به‌عنوان یکی از آثار ملی ایران به ثبت رسیده است.